# Andrea Mongelli
Andrea Mongelli (né à Bari) est un chanteur classique italien (basse).